# Воронежский институт повышения квалификации сотрудников ГПС МЧС России
Воронежский институт повышения квалификации сотрудников ГПС МЧС России — высшее военно-учебное заведение, основанное 29 апреля 1967 года, является единственным в Российской Федерации образовательным учреждением, выполняющее задачу профессиональной переподготовки и повышения квалификации сотрудников МЧС России по делам гражданской обороны, чрезвычайным ситуациям и ликвидации последствий стихийных бедствий, входит в Государственную противопожарную службу Российской Федерации.

## Основная история
9 апреля 1967 года Постановлением Совета Министров СССР и Приказом министром охраны общественного порядка СССР в городе Воронеж был создан Учебный отряд военизированной пожарной охраны в системе Государственного пожарного надзора МВД СССР. Для подготовки специалистов, младшего и среднего командного состава и младших инспекторов военизированной и противо-пожарной охраны на базе Учебного отряда в конце 1967 года была создана Школа младшего и среднего начсостава МВД СССР, позже переименованная в Школу военно-пожарной охраны.
В 1979 году на базе Школы военно-пожарной охраны был создан филиал заочного отделения Харьковского пожарно-технического училища МВД СССР и курсы по подготовке среднего начального состава пожарной охраны, начала проводиться подготовка и повышение квалификации инспекторов государственного пожарного надзора и начальников караулов воинских частей в системе Главного управления пожарной охраны МВД СССР. В 1984 году распоряжением министра внутренних дел СССР на базе Воронежского филиала ХПТУ МВД СССР был создан Учебный центр пожарной охраны УВД Воронежской области.
26 августа 1993 года Распоряжением МВД России на базе Учебного центра было создано Воронежское пожарно-техническое училище МВД РФ с постоянным составом в сто сорок человек. 
9 ноября 2001 года в соответствии с Указом Президента России № 1309 и Постановления Правительства Российской Федерации от 13 августа 2002 года № 592 Воронежское пожарно-техническое училище МВД было переименовано в Воронежское пожарно-техническое училище МЧС России. Структура училища включала в себя семь учебных циклов: пожарно-тактический, пожарной безопасности, пожарной техники, организации деятельности государственной противопожарной службы, гуманитарных и социально-экономических дисциплин, военной и физической подготовки и практического обучения.
21 июля 2008 года Распоряжением Правительства Российской Федерации № 1055-р Воронежское пожарно-техническое училище было переименовано в Воронежский институт Государственной противопожарной службы МЧС России, в составе института было пятнадцать кафедр: гражданской защиты, государственного надзора, гуманитарных и социально-экономических дисциплин, иностранных языков и культуры речи, кадрового и правового обеспечения деятельности ГПС, пожарной автоматики, пожарной безопасности в строительстве, пожарной безопасности технологических процессов, пожарной тактики и службы, пожарной и аварийно-спасательной техники, пожарно-спасательной и га-
зодымозащитной подготовки, прикладной математики и инженерной графики, физики, физической культуры и спорта, химии и процессов горения. Среди постоянного состава института было более пятнадцати докторов и более восьмидесяти кандидатов наук
15 февраля 2020 года Воронежский институт Государственной противопожарной службы МЧС России был реорганизован в Воронежский институт повышения квалификации сотрудников ГПС МЧС России.

## Структура

### Факультеты
- Факультет профессиональной подготовки, переподготовки и повышения квалификации

### Кафедры
- Кафедра специальной подготовки

### Отделы
- Отдел практического обучения
- Отдел учебной работы
- Отдел административной работы и правовой деятельности
- Отдел материально-технического обеспечения
- Отдел кадров
- Отдел финансово-экономический

## Руководители
- 1967 — полковник Л. Я. Евченко
- 1967—1979 — полковник Н. А. Морозов
- 1979—1987 — полковник И. И. Бабичев
- 1987—1993 — полковник Е. Е. Каширин
- 1993—1999 — полковник А. В. Заряев
- 1999—2002 — полковник В. Д. Королёв
- 2002—2012 — полковник Ю. З. Иншаков
- 2012—2015 — полковник Ю. Н. Зенин
- 2015—2017 — генерал-майор А. М. Гаврилов
- с 2017 — полковник Ю. Н. Зенин